# Frnikola
Frníkola (tudi frníkula, nika, kička, kič kugla, ščinka, frnička) je steklena ali porcelanska kroglica, ki je potrebna pri otroški igri, frnikolanju. Kroglice imajo navadno premer med 1 in 3 cm. Frnikole so tudi predmet zbirateljstva iz nostalgičnih ali estetskih razlogov.